# India Knight
India Knight (Bruxelles, 14 dicembre 1965) è una giornalista e scrittrice britannica.
La sua notorietà è dovuta soprattutto ai suoi libri che ironizzano sulla condizione femminile.

## Biografia
Nata nel 1965 in Belgio da madre indiana (Sabiha Rumani Malik) e padre belga (Michel Aertsens), si trasferì a Londra nel 1975 prendendo la cittadinanza britannica ed assumendo il cognome del secondo marito della madre (il giornalista Andrew Knight).
Vive a Londra con i suoi tre figli avuti da due diversi uomini.

### Opere
- La mia vita su un piatto, (My Life on a Plate - 2000)
- Single senza pace, (Don't You Want Me? - 2002)
- Comfort and Joy, (2010)
- Mutton, (2012)